# Barracudas de Jacksonville
Les Barracudas de Jacksonville sont une franchise amateur de hockey sur glace situé à Jacksonville en Floride aux États-Unis. Elle évoluait dans la WHA 2.

## Historique
L'équipe a été créée en 2002 et devient championne de la WHA2 en 2004. À la dissolution de la ligue, elle intègre la Southern Professional Hockey League.